# Singafrotypa
Singafrotypa Benoit, 1962 è un genere di ragni appartenente alla famiglia Araneidae.

## Etimologia
Il nome deriva, per la prima parte, dal genere affine Singa C. L. Koch, 1836; poi dall'infisso -afro-, che ne indica l'origine africana delle specie fin qui descritte e infine, per l'ultima parte, deriva dal greco τὺπος, typos, cioè modello, esemplare, esempio.
Originariamente l'aracnologo Eugène Simon impose il nome Singotypa al genere per l'apparente somiglianza all'addome cilindrico, posteriormente rotondo, con gli appartenenti al genere Singa. Fu proprio Pierre Benoit, nel 1962, constatando l'origine esclusivamente africana delle specie, a dare il nome definitivo.

## Distribuzione
Le quattro specie oggi note di questo genere sono state rinvenute in Africa centrale e meridionale: la specie dall'areale più vasto è la S. acanthopus reperita in Costa d'Avorio, in Congo e sull'isola di Bioko, nel golfo di Guinea.

## Tassonomia
Pur non essendovi completo accordo fra gli studiosi del settore, un recente lavoro del 2012 attribuisce questo genere alla tribù dei Mangorini Simon, 1895, per le affinità con il genere Larinioides Caporiacco, 1934.
Per la determinazione delle caratteristiche di questo genere sono prese in considerazione le analisi svolte sugli esemplari tipo Singotypa acanthopus Simon, 1907, dall'aracnologo Benoit in un suo lavoro (1962b).
Il genere è stato trasferito dalla famiglia Tetragnathidae Menge, 1866, a seguito di uno studio degli aracnologi Kuntner & Hormiga del 2002.
Dal 2012 non sono stati esaminati esemplari di questo genere.
A maggio 2014, si compone di quattro specie:
- Singafrotypa acanthopus (Simon, 1907)[2] - Costa d'Avorio, Congo, isola di Bioko
- Singafrotypa mandela Kuntner & Hormiga, 2002 - Sudafrica
- Singafrotypa okavango Kuntner & Hormiga, 2002 - Botswana
- Singafrotypa subinermis (Caporiacco, 1940) - Etiopia

### Specie trasferite
- Singafrotypa goliath Benoit, 1963; trasferita al genere Neoscona Simon, 1864[1].